# Wesuwe
Wesuwe is een dorp in de gemeente Haren in het Landkreis Emsland, in het westen van de Duitse deelstaat Nedersaksen. Het dorp ligt iets ten zuiden van Haren tussen de A31 en de Eems. Tot 1974 was het een zelfstandige gemeente.
De katholieke Sint-Clemenskerk dateert grotendeels uit het begin van de zestiende eeuw, maar heeft een veel oudere geschiedenis. De eerste schriftelijke vermelding is uit 1178, terwijl de eerste kerk al in de achtste eeuw aanwezig was. 
Vlak bij het dorp lag tussen 1938 en 1945 een van de Emslandlager, het kamp Wesuwe.